# École de gouvernance et d'économie de Rabat
L'École de gouvernance et d'économie de Rabat est une école d’enseignement supérieur intégré en tant que faculté de gouvernance, sciences économiques et sociales à l'université Mohammed VI Polytechnique. Elle est située sur le campus « Madinat Al Irfane » à Rabat. La formation dispensée repose sur un enseignement pluridisciplinaire en science politique, en économie, en sciences sociales, en droit et en histoire. Les cours sont dispensés en plusieurs langues : en français (langue principale), anglais et arabe. L'EGE est une institution sélective qui a instauré un système de recrutement au mérite. Soucieuse de diversifier au maximum le profil de ses lauréats tant dans leur origine géographique au Maroc que dans leurs conditions, elle pratique une politique active de bourse d'excellence avec une composante sociale. 
À la rentrée 2015-2016, l'EGE compte 260 étudiants dont 50 internationaux. À la rentrée 2014-15, l’École est devenue la faculté de gouvernance, sciences économiques et sociales de l'université Mohammed VI Polytechnique.

## Histoire
L’École de gouvernance et d'économie de Rabat a été créée en 2008 en tant qu'école de l'enseignement supérieur à statut non lucratif, portée par la Fondation pour l’enseignement des sciences politiques, économiques et sociales. La volonté de cette fondation est d'introduire dans l'enseignement supérieur au Maroc une école de sciences politiques qui puissent former des cadres sensibles à la complexité des mondes sociaux et politiques et aux sciences économiques dans des conditions semblables à celles des grandes institutions internationales.
La première promotion d’étudiants a intégré l’École en 2009-2010. L’École compte aujourd’hui environ 260 étudiants dont 50 étudiants internationaux. Sa première promotion est arrivée sur le marché du travail en aout 2014.

## Accréditation et reconnaissance des diplômes
Le ministère de l’Éducation nationale, de l’Enseignement supérieur, de la Formation des cadres et de la Recherche scientifique a accrédité le premier cycle de l’EGE Rabat le 15 juillet 2011. Le premier cycle de l’EGE fait partie des premières filières accréditées au Maroc dans le secteur de l’enseignement supérieur.  
Depuis le décret 2-15-183 du ministère de l'Enseignement supérieur, de la Formation des cadres et de la Recherche scientifique, les diplômes de l'institution à la fois le premier cycle et les master sont reconnus par l'État marocain. 
Par ailleurs l'institution délivre quatre diplômes de master en double diplôme avec l'université de Turin, et en partenariat avec l'Institut d'études politiques de Aix-en-Provence et l'université Paris-Dauphine. 

## Admissions
L’admission au premier cycle de l’EGE est ouverte aux bacheliers de toutes les filières du baccalauréat, au Maroc et à l’international. Les élèves peuvent postuler à un concours et sont admis à la condition d’avoir obtenu une mention bien ou très bien au baccalauréat. Le concours d'entrée est organisé plusieurs fois dans l'année pour les étudiants qui présentent des dossiers correspondants aux critères requis. Ce concours comprend une dissertation et des épreuves de langues puis un entretien oral.
En master l'admission est ouverte à tous les titulaires d'un diplôme de licence de l'université publique marocaine ou des institutions conventionnées avec la faculté de gouvernance, sciences économiques et sociales.

## Diplôme de premier cycle
Le diplôme du premier cycle est une préparation intensive qui se déploie sur trois années pendant lesquels les étudiants apprennent les fondamentaux des sciences sociales, de la science politique et de l'économie. Un tronc commun autour de quatre modules permet aux étudiants de s'initier à la science politique, au droit public, aux relations internationales, aux sciences sociales, à l'économie. À l'issue du premier semestre, les étudiants choisissent également une spécialisation complémentaire en économie, science politique ou sciences sociales. 
Le modèle pédagogique reprend des dispositifs favorisant les capacités d'expression, l'assertivité et l'ouverture culturelle. La maitrise des trois langues de la Faculté (l’arabe contemporain, le français et l’anglais) occupe par conséquent une place importante dans le dispositif académique et pédagogique à travers un module « langues et sciences sociales » qui permet aux étudiants de maitriser l'expression et les capacités de réflexion dans ces trois langues.
La politique de stage pour les étudiants de premier cycle permet chaque année de les mettre dans différentes situations professionnelles, du stage ouvrier en 1er année au stage d'observation ou au stage pratique.

## Diplômes de master
Quatre diplômes de master ont été ouverts pour proposer des formations d'excellence en sciences politiques. La plupart de ces formations permettent d'obtenir un double diplôme avec un partenaire international de la Faculté.
- Le master EPI « études politiques et internationales »[4], en partenariat de double diplôme avec Sciences Po Aix
- Le master ECO « études économiques et internationales »[5] en partenariat de double diplôme avec l'université Paris-Dauphine ou Sciences Po Aix et prochainement university of Essex, Royaume-Uni.
- Le master COSM « analyse comparée des sociétés méditerranéennes »[6] en partenariat de doubler diplôme avec l'Université de Turin
- Le master RI « Relations internationales et métiers de la diplomatie »

Les masters de l'institution sont réputés pour la qualité de leurs intervenants, des enseignants-chercheurs issus du Centre de Recherche et des meilleures universités. Le master COSM bénéficie par ailleurs du label ERASMUS + pour la première année de création de ce programme international de la Commission européenne pour favoriser la mobilité internationale des enseignants et des étudiants.

## Centre de recherche Économie société culture
Les formations de la faculté de gouvernance notamment au niveau du master sont adossées à un centre de recherche en sciences sociales qui réunit d'excellentes compétences marocaines et internationales. Le Centre est un laboratoire de recherche fondamentale couvrant l’ensemble des disciplines des sciences économiques, humaines et sociales, son principal objectif est de contribuer à une meilleure connaissance des sociétés.
Insérés localement, les chercheurs du CRESC sont particulièrement attentifs aux mutations en cours au Maroc et plus généralement dans les pays de l’ensemble du continent africain, aux dynamiques qui traversent ces sociétés, et aux changements de significations que prennent, dans le temps et dans l’espace, les actions, institutions et relations sociales. Les activités de recherche sont organisées autour de quatre grands axes : sociologie des religions ; changement social ; trajectoire de l’État et de la domination ; économie du Maroc et des pays émergents.

## Ouverture internationale
L'EGE est une école résolument ouverte sur l'international, les étudiants bénéficient d'un réseau d'une cinquantaine de partenaires universitaires pour effectuer des semestres d'échange.  

### Amérique du Nord
- Université d'Ottawa
- Marquette University, États-Unis
- Université de Montréal
- Université de Québec à Montréal
- American University of Washington
- Southern Utah University (en)
- Queen’s University
- Quest University, Canada
- Université du Nouveau-Mexique
- Institut polytechnique et université d'État de Virginie (Virginia Tech)
- Universidad de Monterrey
- Université des Indes occidentales

### Amérique du Sud
- Universidad de Buenos Aires
- Pontificia Universidade Catolica de Rio de Janeiro, Brésil
- Universidad del Pacifico, Pérou
- University of West Indies, La Barbade

### Europe
- Luiss Guido Carli Roma, Italie
- University of Sussex à Brighton, Royaume-Uni
- University of Stirling, Royaume-Uni
- University of Sussex, Royaume-Uni
- Sciences Po Paris, France
- Sciences Po Aix, France
- Sciences Po Lyon, France
- Sciences Po Toulouse
- Sciences Po Lille
- Dublin City University, Irlande
- Amsterdam University College, Pays-Bas
- University College Utrecht, Pays-Bas
- Tilburg University, Pays-Bas
- Université Catholique de Louvain, Belgique
- Université Libre de Bruxelles, Belgique
- HEPL - Haute école de la province de Liège, Belgique
- University of Copenhagen, Danemark
- University of Southern Denmark, Danemark
- Freie Universität Berlin, Allemagne
- Regensburg Universität, Allemagne
- Frankfurt School of Finance and Management, Allemagne
- Universitat Pompeu Fabra à Barcelone, Espagne
- Universidad de Granada, Espagne
- Universidad Pompeu Fabra, Espagne
- Universidad Rovira i Virgili, Espagne
- Université de Genève, Suisse
- Scuola Sant’Anna, Italie
- Universita Ca’Foscari Venezia, Italie
- Collegium Civitas Warsaw, Pologne
- Metropolitan University Prague, République tchèque
- Corvinus Budapest, Hongrie

### Asie
- Myongji University à Séoul, Corée du Sud
- Kyung Hee University à Séoul, Corée du Sud
- National Chengchi University à Taipei, Taïwan
- Shanghai International Studies University, Chine
- Airlangga University, Indonésie
- University of Malaya, Malaisie

### Monde méditerranéen et africain
- Université St Joseph de Beyrouth, Liban
- Okan University à Istanbul, Turquie
- Bilkent University, Turquie
- An Najah University, Palestine
- Institut supérieur de management de Dakar

## Débouchés

### Métiers des médias et de la communication
Exemples :
- Journaliste spécialisé
- Chargé de communication
- Chargé de presse dans une ONG, un parti politique, une entreprise
- Chargé (e) de la communication de crise/ communication interne/ communication évènementielle

### Recherche, éducation, think tank
Exemples : 
- Enseignant-chercheur
- Coordinateur scientifique
- Chargé(e) d'études dans des directions de développement
- Consultant dans l'évaluation de politique publique
- Chargé de sondage ou d'enquête socio-anthropologique

### Secteur public, organisations de service public, fondations, politique
- Attaché parlementaire
- Collaborateur de cabinet ministériel
- Gestionnaire de projets au sein d'agences de développement national ou régional

### Audit, conseil
- Consultant en organisation ou stratégie
- Auditeur interne/externe
- Chargé des études, de la prospective ou de la stratégie

### ONG, Associations
- Coordinateur en ONG
- Cadre administratif d'une association
- Directeur de projet / Chef de mission
- Directeur du développement international

## Espaces ouverts au public
L’amphithéâtre de l’EGE  a une capacité de 150 personnes, l’École y accueille également des évènements externes. 
L’Egethèque, la bibliothèque de l’EGE, est spécialisée dans les sciences humaines et sociales et dans les sciences du management. L’Egethèque présente des collections pluridisciplinaires (science politique, histoire, économie, droit, philosophie, sociologie, management...) et compte aujourd’hui plus de 10 000 ouvrages, une centaine d’abonnements à des périodiques, des bases de données en ligne et des ressources audiovisuelles. 
L’accès au fonds documentaire de l’Egethèque est ouvert au public, les étudiants d’autres écoles et facultés peuvent s’y inscrire. 

## Vie associative et clubs
La vie associative est très active. Elle se déroule au sein des nombreux clubs étudiants de l'École notamment :
- Club de la Conscience Politique (CCP), le club du débat
- Student ambassadors for peace (SAP)
- EGE for Politics, le club politique de l'école
- Diplomacy leaders, le club diplomatique
- Ciné-club, le club de projections et de débats cinématographiques
- « Main dans la Main », le club caritatif
- Justice for Palestine, le club de soutien à la « cause palestinienne »
- Organisation de la première simulation de l'Union africaine au Maroc

Chaque année les étudiants de l’EGE Rabat participent et organisent de nombreuses activités comme les simulations des Nations unies organisées à travers le monde ou encore des rencontres débats politiques avec les représentants et les élus. 